# Luis B. Cerruti Costa
Luis Benito Cerruti Costa (Buenos Aires, 4 de noviembre de 1915 - España, 17 de junio de 1977) fue un abogado laboralista y político argentino de tendencia nacionalista, que ejerció como ministro de Trabajo y Previsión durante la breve dictadura de Eduardo Lonardi, en 1955; posteriormente fue un referente del nacionalismo y de una política tendiente a un acercamiento con el peronismo, en la época del máximo auge del antiperonismo.

## Biografía
Se graduó de abogado en la Universidad de Buenos Aires y se especializó en derecho laboral. Fue abogado de la Unión Obrera Metalúrgica y en otros sindicatos. Durante la primera presidencia de Juan Domingo Perón fue funcionario del Ministerio de Trabajo, del que se alejó en 1954, cuando estalló el conflicto entre el peronismo y la Iglesia Católica; figuró en las movilizaciones en favor de esta última en 1955, y colaboró con las conspiraciones para derrocar a Perón.

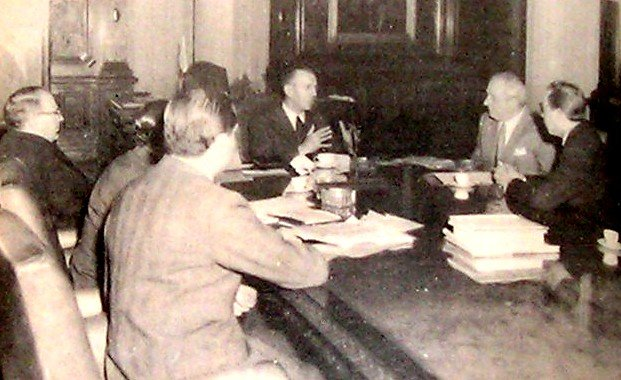
Cerutti Costa –a la izquierda– y Eduardo Lonardi, reunidos en la Casa Rosada con Andrés Framini y otros dirigentes sindicales peronistas.

El dictador Eduardo Lonardi lo nombró Ministro de Trabajo en septiembre de 1955, tras el golpe de Estado que derrocó a Perón; en un gabinete que procuraba un equilibrio entre liberales y nacionalistas, Cerutti era uno de los más destacados miembros de este último grupo. Los continuos choques entre liberales y nacionalistas terminaron, en el mes de diciembre, con la renuncia de Lonardi. Su sucesor, Pedro Eugenio Aramburu, desplazó a todos los nacionalistas, reemplazándolos por liberales y radicales, firmemente antiperonistas; los sindicatos fueron intervenidos, y sus dirigentes reemplazados por otros, de extracción socialista.
Tras su paso por el ministerio, publicó un folleto que tituló El primer ministerio de Trabajo de la Revolución ante el llamado plan económico del gobierno, en el que defendía la autonomía sindical y atacaba la política económica de Aramburu como reaccionaria. Junto con el general Justo León Bengoa, se convirtió en uno de los líderes del disperso movimiento nacionalista, y buscó el acercamiento con el peronismo proscripto, y publicó un periódico nacionalista. Su libro El sindicalismo, las masas y el poder, con una historia del movimiento obrero (1956) lo ubicó como un aliado posible para el sindicalismo peronista, aunque éste terminó siguiendo a sus propios líderes, parcialmente guiados por el general Perón desde el exilio.
Durante su gestión los grupos de choque denominados Comandos Civiles habían ocupado por la fuerza una cantidad considerable de locales sindicales. Entre ellos se encontraban los locales de la Asociación Bancaria, la Federación Gráfica, La Confederación de Empleados de Comercio, la Fraternidad, el SUPE, la Unión Ferroviaria, entre otros, provistos con armas de la Marina.
En los años siguientes, el nacionalismo desapareció como movimiento autónomo, integrándose en otros partidos, como el Partido Demócrata Cristiano y en el peronismo. En 1973, Cerutti Costa fundó el diario El Mundo, que fue considerado como el órgano periodístico del Ejército Revolucionario del Pueblo (ERP), una organización armada de extrema izquierda; perseguido por la Triple A, Cerutti se exilió en España, tras lo cual el diario fue cerrado en marzo del año siguiente.

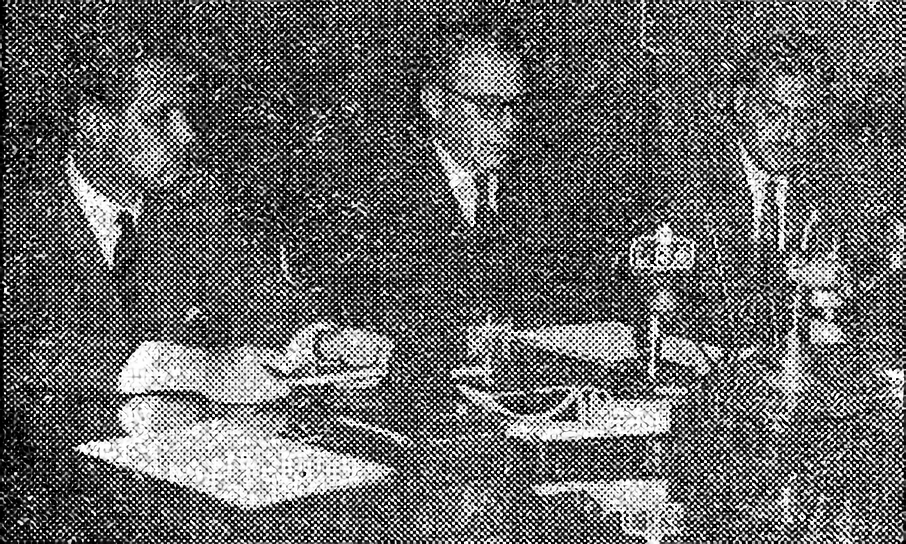
Luis Cerruti Costa (centro de la imagen), ministro de trabajo y previsión, junto a su secretario general José Alberto Quintana (a la izquierda), y Rodolfo Bledel (a la derecha). Noviembre de 1955.

Falleció en España en 1977.